# Küchengirl
Küchengirl (née le 8 mai 1997), sponsorisée Noltes Küchengirl, est une jument de saut d'obstacles de robe baie, inscrite au stud-book Bavarois. Elle est montée par le cavalier allemand Marcus Ehning, avec qui elle a été médaille d'or lors de la finale de la Coupe du monde de saut d'obstacles 2009-2010, à Genève. 

## Histoire

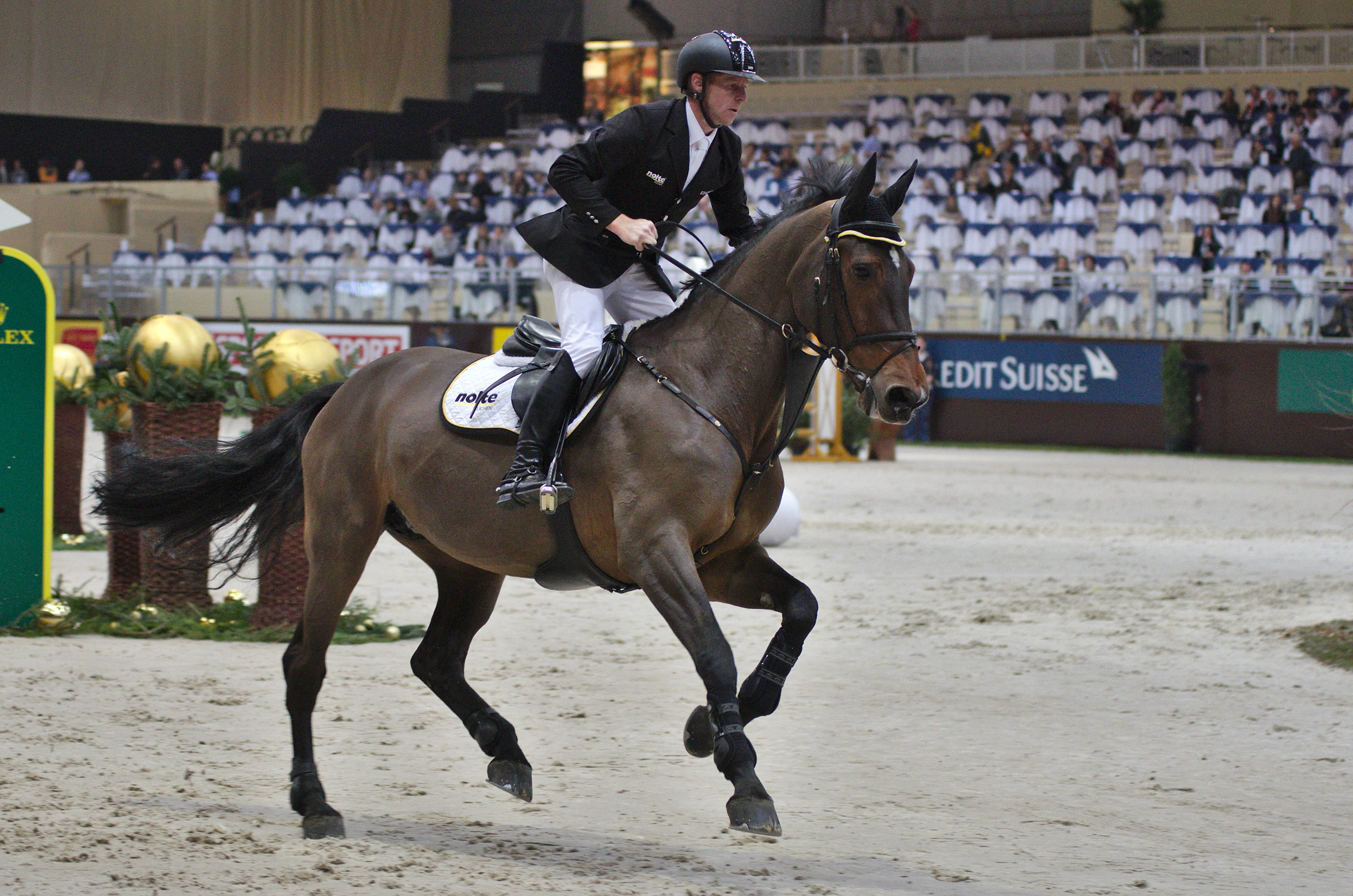
Noltes Küchengirl montée par Marcus Ehning au CHI de Genève 2013

Elle naît le 8 mai 1997 chez Eva-Maria Schmid, en Allemagne. Elle commence sa carrière avec Johannes Ehning (de), sous le nom de « Lord's Classic ». En 2006, son frère Marcus Ehning récupère la jument, qui prend le nom de « Noltes Küchengirl ». La même année, elle participe à la médaille de bronze de l'équipe allemande en saut d'obstacles, durant les Jeux équestres mondiaux de 2006. Elle montre une excellente forme en 2010.
Elle est mise à la retraite en février 2014, devenant poulinière chez Marcus Ehning,.

## Description
Noltes Küchengirl est une jument de robe baie, inscrite au stud-book Bavarois, devenu stud-book du cheval de sport allemand.

## Palmarès
Elle est 225e du classement mondial des chevaux d'obstacle établi par la WBFSH en octobre 2012, puis 122e en octobre 2013.
- 2006 : Médaille de bronze par équipes aux Jeux équestres mondiaux d'Aix-la-Chapelle[4]
- 2010 : médaille d'or en individuel  lors de la finale de la Coupe du monde de saut d'obstacles 2009-2010 à Genève ; médaille d'or par équipes aux Jeux équestres mondiaux de 2010[1].

Elle remporte un total de 1 150 228 € de gains durant sa carrière.

## Origines
Noltes Küchengirl est une fille de l'étalon Holsteiner Lord Z et de la jument KWPN Andante, par Cambridge Cole.

## Descendance
En février 2015, elle donne naissance à un poulain bai par Comme Il faut, étalon issu de Ratina Z. Ce poulain, qui est son premier-né, est surnommé « Cookie », puis officiellement nommé « Comme sa mère ». En 2016, elle donne naissance à une pouliche, par Plot Blue,. En 2017, son troisième poulain (à l'âge de 20 ans) est un fils de For Pleasure. En 2018, devenue mère pour la 4e fois, Noltes Küchengirl donne un poulain par Sandro Boy.